# Aeroporto di Friedrichshafen
L'aeroporto di Friedrichshafen (in tedesco: Flughafen Friedrichshafen, nome commerciale: Bodensee-Airport Friedrichshafen) è un aeroporto tedesco situato in prossimità della città di Friedrichshafen, sul lago di Costanza, nel Baden-Württemberg.